# John McKeithen
John Julian McKeithen, född 28 maj 1918 i Grayson, Louisiana, död 4 juni 1999 i Columbia, Louisiana, var en amerikansk politiker. Han var Louisianas guvernör 1964–1972.
McKeithen var den första guvernören i Louisiana som framgångsrikt använde sig av television i sina valkampanjer. Han var känd för att se rakt in i kameran och vädja till väljarna: "Won't you help me?" Under sin första mandatperiod var McKeithen så populär att han lyckades få igenom en lag som tillät en guvernör att sitta kvar i två fyraåriga mandatperioder i sträck. Han var en skicklig talare som arbetade för bättre relationer mellan raser och bidrog till beslutet att bygga Superdome i New Orleans.
Demokraten McKeithen efterträdde 1964 Jimmie Davis som guvernör och efterträddes 1972 av Edwin Washington Edwards. Efter sin tid som guvernör kandiderade McKeithen utan framgång som obunden till USA:s senat. Han avled 1999 och gravsattes på Hogan Plantation Cemetery i Columbia.